# Prelatura territorial de São Félix
La prelatura territorial de São Félix (en latín: Praelatura Territorialis Sancti Felicis y en portugués: Prelazia de São Félix) es una circunscripción eclesiástica de la Iglesia católica en Brasil. Se trata de una prelatura territorial latina, sufragánea de la arquidiócesis de Cuiabá. Desde el 21 de marzo de 2012 su prelado es Adriano Ciocca Vasino.

## Territorio y organización
La prelatura territorial tiene 155 000 km² y extiende su jurisdicción sobre los fieles católicos de rito latino residentes en 15 municipios del estado de Mato Grosso: Santa Cruz do Xingu, São José do Xingu, Vila Rica, Santa Terezinha, Luciára, São Félix do Araguaia, Novo Santo Antônio, Bom Jesus do Araguaia, Confresa, Porto Alegre do Norte, Canabrava do Norte, Serra Nova Dourada, Alto Boa Vista, Ribeirão Cascalheira y Querência. Incluye también la isla del Bananal en el estado de Tocantins.
La sede de la prelatura territorial se encuentra en la ciudad de São Félix do Araguaia, en donde se halla la Catedral de Nuestra Señora de la Asunción.
En 2019 en la prelatura territorial existían 13 parroquias.

## Historia
La prelatura territorial fue erigida el 13 de mayo de 1969 mediante la bula Quo commodius del papa Pablo VI, obteniendo el territorio de las prelaturas territoriales de Cristalândia (hoy diócesis de Cristalândia), del Registro do Araguaia (que luego se convirtió en diócesis de Guiratinga) y de Santíssima Conceição do Araguaia (hoy diócesis de Marabá).

## Estadísticas
Según el Anuario Pontificio 2020 la prelatura territorial tenía a fines de 2019 un total de 150 800 fieles bautizados.
| Año                                                                             | Población            | Población | Población      | Sacerdotes | Sacerdotes    | Sacerdotes    | Bautizados por sacerdote | Diáconos permanentes | Religiosos | Religiosos | Parroquias |
| Año                                                                             | Bautizados católicos | Total     | % de católicos | Total      | Clero secular | Clero regular | Bautizados por sacerdote | Diáconos permanentes | Varones    | Mujeres    | Parroquias |
| ------------------------------------------------------------------------------- | -------------------- | --------- | -------------- | ---------- | ------------- | ------------- | ------------------------ | -------------------- | ---------- | ---------- | ---------- |
| 1970                                                                            |                      |           |                | 6          | 1             | 5             | 0                        |                      | 5          | 3          | 1          |
| 1976                                                                            | 80 000               | 100 000   | 80.0           | 6          | 3             | 3             | 13 333                   |                      | 3          | 12         | 7          |
| 1980                                                                            | 39 800               | 47 900    | 83.1           | 7          | 4             | 3             | 5685                     |                      | 3          | 11         | 8          |
| 1990                                                                            | 49 000               | 60 200    | 81.4           | 11         | 3             | 8             | 4454                     |                      | 8          | 5          | 22         |
| 1999                                                                            | 591 000              | 696 000   | 84.9           | 7          | 4             | 3             | 84 428                   | 2                    | 3          | 26         | 20         |
| 2000                                                                            | 598 000              | 705 000   | 84.8           | 7          | 3             | 4             | 85 428                   | 2                    | 5          | 25         | 20         |
| 2001                                                                            | 607 000              | 714 000   | 85.0           | 7          | 3             | 4             | 86 714                   | 2                    | 5          | 26         | 20         |
| 2002                                                                            | 127 000              | 150 000   | 84.7           | 7          | 3             | 4             | 18 142                   | 2                    | 5          | 26         | 20         |
| 2003                                                                            | 129 000              | 150 000   | 86.0           | 10         | 4             | 6             | 12 900                   | 2                    | 7          | 26         | 21         |
| 2004                                                                            | 129 000              | 150 000   | 86.0           | 10         | 4             | 6             | 12 900                   |                      | 7          | 26         | 22         |
| 2013                                                                            | 144 000              | 168 400   | 85.5           | 14         | 5             | 9             | 10 285                   | 4                    | 12         | 19         | 11         |
| 2016                                                                            | 147 200              | 172 400   | 85.4           | 23         | 14            | 9             | 6400                     | 2                    | 10         | 17         | 12         |
| 2019                                                                            | 150 800              | 176 000   | 85.7           | 20         | 10            | 10            | 7540                     | 2                    | 13         | 16         | 13         |
| Fuente: Catholic-Hierarchy, que a su vez toma los datos del Anuario Pontificio. |                      |           |                |            |               |               |                          |                      |            |            |            |

## Episcopologio
- Pedro Casaldáliga Plá, C.M.F. † (27 de agosto de 1971-2 de febrero de 2005 retirado)[3]
- Leonardo Ulrich Steiner, O.F.M. (2 de febrero de 2005-21 de septiembre de 2011 nombrado obispo auxiliar de Brasilia[4])
- Adriano Ciocca Vasino, desde el 21 de marzo de 2012